# 富山県道302号氷見港氷見停車場線
富山県道302号氷見港氷見停車場線（とやまけんどう302ごう ひみこうひみていしゃじょうせん）とは、富山県氷見市内を通る一般県道（富山県道）である。

## 概要
- 起点：富山県氷見市今町199の1[1]（＝氷見漁港前）
- 終点：富山県氷見市高砂295の4[1]（＝JR氷見線氷見駅・富山県道301号氷見停車場線交点）

## 歴史
- 1960年（昭和35年）4月23日：路線認定[1]。

## 接続道路
- 富山県道301号氷見停車場線（氷見市伊勢大町1丁目：終点）

## 通過する自治体
- 富山県
  - 氷見市

## 道の駅
- 氷見

## 周辺
- 氷見漁港
  - 氷見漁業協同組合
- 比美乃江大橋
- JR氷見線氷見駅